# Chang Kyou-chul
Chang Kyou-chul (geboren als Chang Sun-gil; * 19. Juni 1946; † 19. April 2000) war ein südkoreanischer Boxer.
Chang gewann 1965 im Fliegengewicht (-51 kg) die Asienmeisterschaften in Seoul. 1967 konnte er diesem Erfolg im Bantamgewicht (-54 kg) wiederholen. Bei den Olympischen Spielen im Jahr darauf erreichte Chang nach Siegen über Mario Mendoza, Guatemala (5:0), Chi-Yen Wang, Taipei (3:2), den EM-Dritten von 1967 Nikolay Savov, Bulgarien (KO 3.), und Horst Rascher, Deutschland (5:0), das Halbfinale. In diesem Stand im Eridadi Mukwanga, Uganda, gegenüber dem er sich mit 4:1 Richterstimmen geschlagen geben musste. Chang schied somit mit einer Bronzemedaille aus dem Turnier aus.

## Quelle
- amateur-boxing.strefa.pl